# Heinz Rölleke
Heinz Rölleke (* 6. November 1936 in Düsseldorf; † 2. Juni 2023 in Neuss-Hoisten) war ein deutscher Germanist und Erzählforscher.

## Werdegang
Zwischen 1959 und 1964 studierte Rölleke Germanistik, Geschichte, Pädagogik und Philosophie an der Universität zu Köln sowie an der Universität Zürich. Im Jahr 1965 promovierte er in Köln mit einer Arbeit über den literarischen Expressionismus und war im Anschluss daran Assistent für das Fachgebiet Germanistische Mediävistik am Institut für Deutsche Sprache und Literatur der Kölner Universität. Im Jahr 1971 folgte seine Habilitation für Deutsche Philologie und Volkskunde mit einer historisch-kritischen Ausgabe der Liedersammlung Des Knaben Wunderhorn. Anschließend wirkte er als Lehrstuhlvertreter an den Universitäten Düsseldorf, Cincinnati und Trier, bis er 1974 Professor für Deutsche Philologie einschließlich Volkskunde an der Bergischen Universität Wuppertal wurde.
Nicht zuletzt aufgrund seiner zahlreichen Veröffentlichungen, die mehr als siebzig Bücher, überwiegend Märchen-, Sagen- und Volkslied-Editionen, und mehr als 370 Aufsätze und Miszellen umfassen, sowie durch eine breite Rezensionstätigkeit im Bereich der deutschen Literaturgeschichte und der literarischen Volkskunde avancierte er zu einem international angesehenen Grimm-Forscher. Es gelang ihm, die Gewährsleute namhaft zu machen, die ihr Märchenwissen den Brüdern Grimm weitergaben. Im Jahr 2001 wurde er in Wuppertal emeritiert.
Von 2002 bis 2014 war er Vorsitzender der Hugo von Hofmannsthal-Gesellschaft.

## Preise und Auszeichnungen
- 1985: Großer Preis der Deutschen Akademie für Kinder- und Jugendliteratur e. V., Volkach
- 1985: Hessischer Kulturpreis
- 1999: Brüder-Grimm-Preis der Philipps-Universität Marburg
- 2004: Verdienstkreuz 1. Klasse der Bundesrepublik Deutschland
- 2006: von der Volksbank Odenwald gestifteter Wildweibchenpreis der südhessischen Gemeinde Reichelsheim
- 2013: Europäischer Märchenpreis der Märchen-Stiftung Walter Kahn
- 2013: Thüringer Märchen- und Sagenpreis „Ludwig Bechstein“

## Publikationen (Auswahl)
- Die Stadt bei Stadler, Heym und Trakl. Berlin 1966 (= Philologische Studien und Quellen, 34).
- Annette von Droste-Hülshoff: Die Judenbuche. Bad Homburg v. d. H. 1970 (= Commentatio, 1).
- Nebeninschriften: Brüder Grimm, Arnim und Brentano, Droste-Hülshoff. Literarhistorische Studien. Bonn 1980.
- Die Märchen der Brüder Grimm. Eine Einführung. München [u. a.] 1985. Neuausgabe: Stuttgart 2004, 6. Auflage 2019, ISBN 978-3-15-017650-4.
- Wo das Wünschen noch geholfen hat. Gesammelte Aufsätze zu den „Kinder- und Hausmärchen“ der Brüder Grimm. Bonn 1985.
- Das Volksliederbuch. Köln 1993.
- Das große deutsche Sagenbuch, Artemis & Winkler, Düsseldorf 1996, ISBN 3-538-06642-6.
- Die Märchen der Brüder Grimm – Quellen und Studien. Gesammelte Aufsätze. Trier 2000.
- „Und was der ganzen Menschheit zugeteilt ist“ – Quellen und Studien zu Goethes „Faust“. Trier 2009.
- „Und Bestehendes gut gedeutet“ – Deutsche Gedichte vom 12. bis zum 20. Jahrhundert. Interpretationen und Erläuterungen. Trier 2011.
- Deutscher Novellenschatz – Quellen und Studien. Trier 2016. ISBN 978-3-86821-685-1.
- "Und wenn sie nicht gestorben sind, leben sie noch" - 36 Wege durch das Märchenforum mit den Brüdern Grimm. Trier 2021.
- "Warum wir der Geschichte der Poesie und Mythologie einen Dienst erweisen wollten" - Abhandlungen zu den Märchen der Brüder Grimm. Trier 2022.
- Als Herausgeber: Es war einmal ...: die wahren Märchen der Brüder Grimm und wer sie ihnen erzählte. Mit Illustrationen von Albert Schindehütte (= Die Andere Bibliothek). Die Andere Bibliothek, Berlin 2011, 2. Auflage 2013, ISBN 978-3-8218-6247-7.